# Пенітентес
Пенітентес — дивні утворення з льоду та снігу, які представляють із себе високі стовпи висотою від декількох десятків сантиметрів до більш ніж 2 метрів. Вони поширені в найвищих областях центральних Анд між Чилі та Аргентиною, де висота складає більш ніж 4000 метрів. Є багато способів побачити ці унікальні явища природи, наприклад, під час пішого походу в гори. Така екскурсія допоможе дізнатися більше про створення пенітентес, так само як досліджувати надихаючий гірський феномен Анд.
У високогірних льодовиках гірського ланцюга Анд, де повітря дуже сухий, сніг може перетворюватися в дивовижні леза льоду висотою в кілька метрів, які носять назву пенітентес. Ці формування приймають форму високих тонких лез дуже з дуже твердого снігу або льоду, спрямованих в бік сонця. Пенітентес зазвичай розташовані у великих групах, розміром від кількох сантиметрів до двох метрів, але недавно було виявлено формування висотою в 5 метрів.

## Історія поняття
Вперше вони були описані в літературі Дарвіном в 1839. 22 березня цього року вчений побував на снігових рівнинах, вкритих пенітентес, поблизу перевалу Пікуенас, по дорозі з Сантьяго-де-Чилі в аргентинське місто Мендоса.
Місцеві жителі вважали, що пенітентес сформувалися сильними вітрами, які дмуть тут дуже часто Насправді ж, вітер не має абсолютно ніякого відношення до цих формувань. Вони утворюються, коли сонячні промені перетворюють сніг в пар, при цьому не розплавляючи його. Цей процес називається сублімацією. Спочатку на гладкій сніжної поверхні з'являються нерівності, концентруючи на собі сонячне світло і тим самим ще більше прискорюючи появу пенітентес.

## Сучасні дослідження
Зараз вчені приділяють цим сніговим утворенням дуже пильну увагу, вважаючи що процес поглинання сонячного світла відбувається через присутність в снігу вуглецю. Якщо це дійсно так, то зникаючі льодовики можуть бути врятовані від впливу глобального потепління. Ведуться масштабні дослідження з вивчення впливу глобального потепління на формування пенітентес.